# Lobocleta atriseriata
Lobocleta atriseriata är en fjärilsart som beskrevs av W. Warren 1900. Lobocleta atriseriata ingår i släktet Lobocleta och familjen mätare. Inga underarter finns listade i Catalogue of Life.